# Frederico Augusto de Anhalt-Dessau
Frederico Augusto de Anhalt-Dessau (Dessau, 23 de setembro de 1799 - Dessau, 4 de dezembro de 1864) foi um membro da Casa de Ascânia por nascimento e Príncipe de Anhalt-Dessau.

## Família
Frederico era filho de Frederico, Príncipe Hereditário de Anhalt-Dessau e da sua esposa, a condessa Amália de Hesse-Homburgo, filha do conde Frederico V de Hesse-Homburgo.

## Casamento e descendência
Frederico casou-se no dia 11 de setembro de 1832 no Rumpenheimer Schloss em Offenbach am Main, com a princesa Maria Luísa de Hesse-Cassel, filha do conde Guilherme de Hesse-Cassel, e da sua esposa, a princesa Luísa Carlota da Dinamarca. O casal teve três filhas:
1. Adelaide Maria (25 de dezembro de 1833 - 24 de novembro de 1916), casada no dia 23 de abril de 1851 com Adolfo, o último duque de Nassau e primeiro grão-duque de Luxemburgo. O actual grão-duque de Luxemburgo, Henri, é seu descendente directo.
2. Batilde Amalgunde (29 de dezembro de 1837 - 10 de fevereiro de 1902), casada no dia 30 de maio de 1862 com o príncipe Guilherme de Schaumburg-Lippe. A sua filha mais velha, Carlota, foi a esposa de Guilherme II, o último rei de Württemberg e, através de uma das suas filhas mais novas, Adelaide, era avó do último chefe do ramo Wettin de Saxe-Altenburg, Jorge Maurício.
3. Hilda Carlota (13 de dezembro de 1839 - 22 de dezembro de 1926).